# بییارمنترو د کامپس
بییارمنترو د کامپس (به اسپانیایی: Villarmentero de Campos) یک شهرستان در اسپانیا است که در استان پالنسیا واقع شده‌است.

## خصوصیات
بییارمنترو د کامپس ۷ کیلومترمربع مساحت و ۱۶ نفر جمعیت دارد.